# 찰스 로버트 젱킨스
찰스 로버트 젱킨스(영어: Charles Robert Jenkins, 1940년 2월 18일 ~ 2017년 12월 11일)는 미국 노스캐롤라이나주 출신의 전 주한 미군 중사로 비무장지대(DMZ) 철책근무 당시인 1965년 1월 5일 새벽 조선민주주의인민공화국으로 투항했다. 그곳에서 조선민주주의인민공화국의 당국의 지령에 따라 결혼한 납북 일본인인 소가 히토미와 결혼했는데, 그녀와 결혼하면서부터 탈북을 결심하다가 2004년에 결국 탈북에 성공하여 그 때부터 말년까지 일본 니가타현 사도시(사도가섬)에서 거주하였다.

## 월북 경위와 북한
젱킨스는 베트남 전쟁에 파병될 것을 두려워하여 베트남 전쟁 기간 동안만 북한에 잠시 숨어있기 위해 월북을 감행했다. 그러나 북한은 젱킨스가 생각했던 것과는 달리 독재 국가의 실체가 드러난 곳이었으며 젱킨스 자신이 "거대한 감옥"이라고 표현할 정도로 열악했다. 물론 자신을 비롯한 제임스 드레스녹 등의 월북 미군들을 북한에서는 미제를 버리고 조선민주주의인민공화국을 스스로 선택한 영웅이라는 대외홍보용 자원으로 이용했기 때문에 비교적 융숭한 대우를 받았다. 그러나 대한민국이나 일본의 저소득층보다 생활수준이 떨어지는 데다가 같은 월북 미군들 사이에서도 제임스 드레스녹에게 미군시절 계급이 상병이던 드레스녹보다 높은 하사였다는 이유 하나만으로 구타 가혹행위를 심하게 당했기 때문에 젱킨스는 바로 북한에 대해 염증을 느끼기 시작했다. 특히 일본에서 납치되어 북한으로 오게 된 일본인 여성인 소가 히토미를 만나면서부터는 탈북을 결심하게 된다. 탈북 이후에는 아내의 국적인 일본의 영주권을 획득하였고, 죽을 때까지 일본에서 살았다.
젱킨스는 탈북하여 일본으로 건너간 이후 미국의 군사재판에 회부되었는데, 당시 미국의 대통령이였던 조지 워커 부시는 젱킨스에게 중형을 선고할 예정이었다. 그런데, 젱킨스가 기소되었을 당시가 미국 대통령 선거기간이었는데, 조지 워커 부시의 후임으로 버락 오바마가 미국의 대통령에 당선되자 오바마는 젱킨스에게 30일 금고형과 불명예전역으로 젱킨스의 월북행위를 일단락지었다. 따라서 계급은 중사에서 E-1(훈련병)으로 강등되었다.
이후 젱킨스는 아내인 소가 히토미와 자신의 자녀들과 같이 일본 국적을 취득하여 죽을 때까지 일본에 거주하였다.

## 같이 보기
- 사도가섬
- 래리 앨런 앱셔
- 제리 웨인 패리쉬
- 제임스 드레스녹
- 조지프 T. 화이트
- 데라코시 다케시
- 푸른 눈의 평양 시민
  - 대니얼 고든(영어판)
- 이름 없는 영웅들 - 젱킨스가 출연한 북한의 전쟁드라마 시리즈